# シオノギテレビ劇場
『シオノギテレビ劇場』（シオノギテレビげきじょう）は、1964年1月24日から1967年12月28日までフジテレビ系列が編成していたフジテレビ製作のテレビドラマ枠である。塩野義製薬の一社提供。

## 編成時間
いずれも日本標準時。
- 金曜 21:00 - 21:30 （1964年1月24日 - 1965年9月17日）
- 木曜 22:00 - 22:45 （1965年10月7日 - 1967年12月28日）

## 放送作品一覧
| タイトル                                | 放送期間                | 原作                | 主な出演 |
| --------------------------------------- | ----------------------- | ------------------- | --- |
| 山本富士子アワー にごりえ               | 1964年1月24日-2月14日   | 樋口一葉            | 山本富士子、田村高廣、山内明、山岡久乃、菅井きん、佐々木愛、大塚道子                                                                                               |
| 山本富士子アワー 篠の女                 | 1964年2月21日-3月27日   | 大垣肇              | 山本富士子、大矢市次郎、下元勉、山本學、垂水悟郎 |
| 山本富士子アワー 夜の傾斜               | 1964年4月3日-5月8日     | 船山馨              | 山本富士子、加藤剛、木村功、柳永二郎、玉川伊佐男、河野秋武、久米明                                                                                                 |
| 山本富士子アワー 芳兵衛物語             | 1964年5月15日-7月3日    | 尾崎一雄            | 山本富士子、松村達雄、富田浩太郎、渡辺文雄、中村是好、清川玉枝、花沢徳衛、名古屋章、小栗一也、白石奈緒美                                                           |
| 山本富士子アワー おさん茂兵衛           | 1964年7月10日-7月17日   | 近松門左衛門        | 山本富士子、中村賀津雄、進藤英太郎、小林千登勢、赤木蘭子 |
| 有馬稲子アワー 通夜の客                 | 1964年7月24日-8月28日   | 井上靖              | 有馬稲子、佐分利信、宝生あやこ、鈴木光枝、北見治一、小松方正、河野秋武                                                                                             |
| 司葉子アワー 招かれた人                 | 1964年9月4日-10月9日    | 澤野久雄            | 司葉子、浜木綿子、井上孝雄、太田博之、三宅邦子、河津清三郎 |
| 露地の星                                | 1964年10月16日          | 茂木草介            | 辰巳柳太郎、香川桂子、島田正吾 |
| 市川猿之助アワー 若き日の信長           | 1964年10月30日-11月20日 | 大佛次郎            | 市川猿之助、小林千登勢、森雅之、大辻伺郎、長谷川哲夫、小林昭二、坂東三津五郎、佐藤慶                                                                               |
| 仲代達矢アワー 加賀騒動                 | 1964年11月27日-12月25日 | 村上元三            | 仲代達矢、大空真弓、岩崎加根子、東野英治郎、平幹二朗、滝田裕介、永井智雄、松本克平、小沢栄太郎                                                                     |
| 山本富士子アワー 青衣の人               | 1965年1月1日-2月5日     | 井上靖              | 山本富士子、神山繁、岩本多代、石坂浩二、久米明 |
| 佐久間良子アワー 北野踊り               | 1965年2月12日-3月5日    | 水上勉              | 佐久間良子、夏川静枝、二木てるみ、千秋実、水戸光子、赤木春恵、大塚道子、進藤英太郎、牟田悌三、山本學                                                               |
| 有馬稲子アワー 喪われた街               | 1965年3月12日-4月2日    | 石原慎太郎          | 有馬稲子、宇野重吉、神山繁、佐藤慶、大村千吉 |
| 司葉子アワー 海抜0米                    | 1965年4月9日-5月7日     | 曽野綾子            | 司葉子、園井啓介、中谷一郎、藤原釜足、高橋紀子、松本めぐみ |
| 仲代達矢アワー 荒野の素浪人             | 1965年5月14日-6月4日    |                     | 仲代達矢、藤村志保、近藤洋介、中谷一郎、井川比佐志、花沢徳衛、田中邦衛                                                                                             |
| 岸恵子アワー さよならはイヤよ!          | 1965年6月11日-6月25日   |                     | 岸惠子、三橋達也、待田京介、松村達雄、土屋嘉男、田島義文 |
| 京マチ子アワー 朝顔                     | 1965年7月2日-7月23日    | 水木洋子            | 京マチ子、久慈あさみ、中村メイコ、河内桃子、丹波哲郎、千石規子 |
| あの人は帰ってこなかった                | 1965年7月30日-8月20日   |                     | 左幸子、山本圭、浜村純、北林谷栄 |
| 片岡千恵蔵アワー 落城                   | 1965年8月27日-9月17日   | 田宮虎彦            | 片岡千恵蔵、岡田英次、西村晃、細川ちか子、入江若葉、花木章吾、加藤嘉                                                                                               |
| 春琴抄                                  | 1965年10月7日-10月14日  | 谷崎潤一郎          | 山本富士子、市川猿之助、島田正吾、進藤英太郎、杉村春子、市川翠扇                                                                                                   |
| 戸田家の兄妹                            | 1965年10月21日-10月28日 | 小津安二郎 池田忠雄 | 仲代達矢、藤純子、八千草薫、東山千栄子、東野英治郎、金子信雄、丹阿弥谷津子、加藤和夫、大塚道子、滝田裕介                                                           |
| 帰郷                                    | 1965年11月4日-11月25日  | 大佛次郎            | 有馬稲子、芦田伸介、清水将夫、下條正巳、香山美子、石坂浩二、中村伸郎、武内亨                                                                                       |
| 光をふりかざす手に                      | 1965年12月2日-12月16日  | 小沢不二夫          | 鶴田浩二、桜町弘子、山本圭、樫山文枝、佐々木愛 |
| 人情話文七元結                          | 1965年12月23日-12月30日 |                     | 中村勘三郎、森光子、杉村春子、田村正和 |
| 鶴八鶴次郎                              | 1966年1月6日-1月13日    | 川口松太郎          | 山本富士子、仲代達矢、三島雅夫、清水将夫、三遊亭圓生、岡本文弥 |
| 終末の刻                                | 1966年1月20日-1月27日   |                     | 滝沢修、杉村春子、宇野重吉、北村和夫、加藤嘉、江守徹、佐藤オリエ、野々村潔                                                                                         |
| 城砦                                    | 1966年2月3日-2月24日    | 井上靖              | 岩下志麻、石立鉄男、高橋幸治、信欣三、三上真一郎、松本克平 |
| さぶ                                    | 1966年3月3日-3月24日    | 山本周五郎          | 市川染五郎、中村萬之助、水野久美、市川中車、田崎潤、河津清三郎、佐々木愛、中村又五郎、志村喬                                                                       |
| 鳩の橋                                  | 1966年3月31日-4月7日    | 小笠原忠            | 佐分利信、小柳徹、川上夏代、西田昭市 |
| また逢う日まで                          | 1966年4月14日-4月21日   | ロマン・ロラン      | 吉永小百合、加藤剛、中谷一郎、中村伸郎、宝生あやこ、東野孝彦、織本順吉、早川純一、横内正、江角英明、野村昭子                                                       |
| 霧の音                                  | 1966年4月28日-5月5日    | 北条秀司            | 島田正吾、八千草薫、辰巳柳太郎、浜田寅彦、中北千枝子 |
| 春の夢                                  | 1966年5月12日-5月19日   | 木下恵介            | 進藤英太郎、東山千栄子、香山美子、楠侑子、谷育子、大塚道子 |
| 晩春                                    | 1966年5月26日-6月2日    | 小津安二郎          | 宇野重吉、佐久間良子、高峰三枝子、近藤洋介、森雅之、市原悦子 |
| 湯島の白梅                              | 1966年6月9日-6月16日    | 泉鏡花              | 山本富士子、田村高廣、進藤英太郎、加藤和夫、柳永二郎、入江若葉、藤間紫、島田正吾                                                                                   |
| 燭台                                    | 1966年6月30日-7月7日    | 井上靖              | 新珠三千代、三橋達也、木村功、山口崇、岩本多代 |
| ぢいさんばあさん                        | 1966年7月14日           | 森鷗外              | 中村勘三郎、水谷八重子、津川雅彦 |
| お富の貞操                              | 1966年7月21日           | 芥川龍之介          | 有馬稲子、長門裕之、岡村春彦、日恵野晃、清川玉枝 |
| 秋                                      | 1966年7月28日           | 芥川龍之介          | 有馬稲子、高橋昌也、菅原謙次、小川眞由美、村瀬幸子 |
| 袈裟と盛遠                              | 1966年8月4日            | 芥川龍之介          | 有馬稲子、平幹二朗 |
| しゅるしゅる                            | 1966年8月11日           | 山本周五郎          | 仲代達矢、新珠三千代、細川ちか子、志村喬、入江若葉、丹阿弥谷津子                                                                                                   |
| その木戸を通って                        | 1966年8月18日           | 山本周五郎          | 仲代達矢、新珠三千代、柳永二郎、小林哲子、花沢徳衛 |
| 釣忍                                    | 1966年8月25日           | 山本周五郎          | 仲代達矢、新珠三千代、久米明、萬代峰子 |
| 巷談本牧亭                              | 1966年9月1日-9月8日     | 安藤鶴夫            | 三島雅夫、東野英治郎、森光子、滝田裕介 |
| 男の花道                                | 1966年9月15日-9月22日   |                     | 長谷川一夫、島田正吾、山茶花究、波野久里子、浪花千栄子、林成年 |
| あしたに太陽を                          | 1966年9月29日-10月6日   |                     | 鶴田浩二、稲垣美穂子、前田信明、中井啓輔 |
| めぐりあい                              | 1966年10月13日-10月27日 | 大野靖子            | 司葉子、平幹二朗、高橋昌也、栗原小巻、寺田農、奥野匡、佐野浅夫 |
| 築山殿始末                              | 1966年11月3日-11月10日  | 大佛次郎            | 市川新之助、尾上松緑、山田五十鈴、市川翠扇、市川中車 |
| いつか、ある日                          | 1966年11月17日          |                     | 佐藤オリエ、石山律、渡辺康子、土屋嘉男、林孝一 |
| 立ちおくれ                              | 1966年11月24日-12月1日  | 佐多稲子            | 中村玉緒、河内桃子、加藤剛、春江ふかみ |
| 虹の橋                                  | 1966年12月8日-12月15日  | 大佛次郎            | 片岡千恵蔵、高松英郎、桜町弘子、南原宏治、原田芳雄、花沢徳衛 |
| しぐれ人形                              | 1966年12月22日          |                     | 中村勘三郎、森光子、坂東三津五郎、金子信雄 |
| 心のともしび                            | 1966年12月29日          | 宇野信夫            | 島田正吾、森雅之、花沢徳衛、茅島成美 |
| 旅路                                    | 1967年1月5日            |                     | 仲代達矢、草笛光子、奈良岡朋子、村瀬幸子、結城美栄子 |
| 失踪                                    | 1967年1月12日           | オー・ヘンリー      | 仲代達矢、草笛光子、信欣三、谷育子 |
| お前だって貧しい                        | 1967年1月19日           |                     | 仲代達矢、草笛光子 |
| 法師川八景                              | 1967年1月26日           | 山本周五郎          | 中村玉緒、山本學、中村鴈治郎、加藤嘉、長谷川哲夫、宝生あやこ、田代信子                                                                                             |
| 並木河岸                                | 1967年2月2日            | 山本周五郎          | 鶴田浩二、渡辺美佐子、岩崎加根子、原保美、七尾伶子 |
| 日々平安                                | 1967年2月9日            | 山本周五郎          | 加東大介、津川雅彦、沢村貞子、入江若葉 |
| 沼津兵学校                              | 1967年2月16日-2月23日   | 八木隆一郎          | 加藤剛、長門裕之、佐分利信、根上淳、御木本伸介、原保美、小林哲子                                                                                                   |
| 新珠三千代のおんなシリーズ わかれ道     | 1967年3月2日            | 樋口一葉            | 新珠三千代、中村賀津雄、武内亨、文野朋子、堺左千夫、菅井きん、稲吉靖司                                                                                             |
| 新珠三千代のおんなシリーズ 天の夕顔     | 1967年3月9日            | 中河与一            | 新珠三千代、江原真二郎、有川博、堀井永子 |
| 新珠三千代のおんなシリーズ 好人物の夫婦 | 1967年3月16日           | 志賀直哉            | 新珠三千代、池部良、長山藍子、村瀬幸子 |
| その時、私は…                           | 1967年3月23日-4月6日    | 大野靖子            | 吉永小百合、山本圭、加藤嘉、田代信子、金内吉男、本間文子 |
| かわいい女                              | 1967年4月13日-4月20日   |                     | 池内淳子、加東大介、中原早苗、柳永二郎、早川保、大坂志郎、沢村貞子                                                                                                 |
| ゴメスの名はゴメス                      | 1967年4月27日-5月25日   | 結城昌治            | 仲代達矢、芥川比呂志、平幹二朗、栗原小巻、岸田今日子、中谷一郎、井川比佐志、長谷川哲夫、永田靖                                                                     |
| 岸うつ波                                | 1967年6月1日-6月8日     | 壺井栄              | 有馬稲子、根上淳、北林谷栄、桜むつ子、七尾伶子 |
| 若狭の女                                | 1967年6月15日-6月22日   |                     | 佐久間良子、田村高廣、山本耕一、木村俊恵、森雅之、風見章子、江守徹                                                                                                 |
| 愛情について 薔薇                       | 1967年6月29日           | 森本薫              | 有馬稲子、米倉斉加年、石森武雄、南風洋子 |
| 愛情について 驟雨                       | 1967年7月6日            | 岸田國士            | 樫山文枝、奈良岡朋子、宇野重吉、山内明 |
| 愛情について 命をもてあそぶ男ふたり     | 1967年7月13日           | 岸田國士            | 内藤武敏、下元勉、宇野重吉 |
| 愛情について 葉桜                       | 1967年7月20日           | 岸田國士            | 吉永小百合、宝生あやこ |
| ピーターと狸                            | 1967年7月27日-8月17日   | 筒井敬介            | 小林桂樹、高千穂ひづる、広瀬みさ、頭師佳孝、河内桃子 |
| 結婚しません                            | 1967年8月24日           | 山口瞳              | 渡辺美佐子、芦屋雁之助 |
| 結婚しません 紫におう                   | 1967年8月31日           | 山口瞳              | 八千草薫、中原早苗、児玉清、小栗一也 |
| 結婚しません 朝の寝台                   | 1967年9月7日            | 山口瞳              | 中村メイコ、加東大介、森雅之 |
| 東京物語                                | 1967年9月14日-9月21日   | 小津安二郎 野田高梧 | 芦川いづみ、木暮実千代、大坂志郎、宮口精二、東山千栄子、大滝秀治、浜村純、中村伸郎、丹阿弥谷津子                                                                   |
| 蛍火                                    | 1967年9月28日-10月5日   | 織田作之助          | 有馬稲子、大村崑、三益愛子、木村功、曽我廼家明蝶、若宮忠三郎、西尾三枝子、茅島成美、石井富子、今橋恒、富田耕生、浅野進治郎、天野新士、加地健太郎、渡部猛、飯塚昭三 |
| 雑居家族                                | 1967年10月12日-10月19日 | 壺井栄              | 荒木道子、下元勉、久我美子、石濱朗、高橋長英 |
| 沓掛時次郎                              | 1967年10月26日-11月2日  | 長谷川伸            | 仲代達矢、池内淳子、井上孝雄、永田靖、青野平義、蜷川幸雄 |
| 署名のない風景画                        | 1967年11月9日-11月16日  | 橋田壽賀子          | 岡田茉莉子、吉田日出子、山内明、小笠原良知、野村昭子、岸田森 |
| 花咲く港                                | 1967年11月23日-12月7日  | 菊田一夫            | 宝田明、西村晃、山茶花究、水戸光子、日高澄子、吉田義夫、浜田寅彦                                                                                                   |
| 残菊物語                                | 1967年12月14日-12月28日 | 村松梢風            | 市川門之助、池内淳子、柳永二郎、市川翠扇、大矢市次郎、山茶花究 |

| フジテレビ系列 金曜 21:00 - 21:30                          | フジテレビ系列 金曜 21:00 - 21:30                     | フジテレビ系列 金曜 21:00 - 21:30                                                    |
| 前番組                                                     | 番組名                                                | 次番組                                                                               |
| ---------------------------------------------------------- | ----------------------------------------------------- | ------------------------------------------------------------------------------------ |
| シオノギ ザ・ビッグショウ （1962年9月7日 - 1964年1月17日） | シオノギテレビ劇場 （1964年1月24日 - 1965年9月17日）  | お江戸日本橋 （1965年10月8日 - 1966年3月25日） 【ここから『白雪劇場』】              |
| フジテレビ系列 木曜 22:00 - 22:45                          |                                                       |                                                                                      |
| 泥棒貴族                                                   | シオノギテレビ劇場 （1965年10月7日 - 1967年12月28日） | 風の中にひとり （1968年1月4日 - 1968年2月8日） 【ここから『木曜22時 (フジテレビ)』】 |

| スタブアイコン | サブスタブ | この項目は、まだ閲覧者の調べものの参照としては役立たない、テレビ番組に関連した書きかけの項目です。この項目を加筆・訂正などしてくださる協力者を求めています（P:テレビ/PJ:放送または配信の番組）。 |